# Leonard Weaver
Leonard Toney Weaver III (Cocoa, 23 settembre 1982) è un ex giocatore di football americano statunitense che ha militato nel ruolo di fullback nella National Football League (NFL).

## Carriera

### Seattle Seahawks
Dopo non essere stato scelto nel Draft NFL 2005, Weaver firmò con i Seattle Seahawks che lo fecero passare nel ruolo di fullback dopo avere giocato come linebacker al college. Con essi raggiunse il primo Super Bowl della storia della franchigia nella sua prima stagione, perso contro i Pittsburgh Steelers. Nella pre-stagione 2006 subì un infortunio alla caviglia, venendo inserito in lista infortunati.
Dopo che il fullback titolare Mack Strong soffrì di un'ernia al disco del collo, che alla fine lo portò al ritiro, Waever divenne il titolare dei Seahawks. Nella prima gara come partente contro i New Orleans Saints corse tre volte per 40 yard e ricevette tre passaggi per 53 yard. Il suo primo touchdown lo segnò contro i St. Louis Rams il 25 novembre 2007 dopo una corsa da 5 yard. Prima della stagione 2008 firmò un nuovo contratto di un anno del valore di 1,417 milioni di dollari il 17 aprile.

### Philadelphia Eagles
Divenuto free agent, il 20 marzo 2009 Weaver firmò un contratto di un anno del valore di 1,75 milioni di dollari con i Philadelphia Eagles. Il primo touchdown con la nuova squadra lo segnò il 1º novembre 2009 dopo una corsa da 41 yard contro i New York Giants. In quella stagione stabilì un nuovo primato personale di 323 yard corse, segnando due touchdown, distinguendosi anche per la sua abilità nei blocchi. Per le sue prestazioni fu convocato per il suo primo Pro Bowl e inserito nel First-team All-Pro.
Dopo la sua stagione di successo, Weaver firmò un nuovo contratto triennale del valore di 11 milioni di dollari, inclusi 6,5 milioni garantiti, che lo rese all'epoca il fullback più pagato della storia della NFL.
Weaver si infortunò nel primo tentativo di corsa della stagione 2010, il 12 settembre contro i Green Bay Packers, venendo portato fuori dal campo in barella. Tale infortunio si rivelò la rottura del legamento crociato anteriore del ginocchio destro, venendo costretto a sottoporsi a un intervento chirurgico. Fu inserito in lista infortunati il giorno successivo e svincolato il 28 luglio 2011 dopo avere fallito un test fisico.
Weaver annunciò ufficialmente il ritiro il 22 aprile 2013, firmando un contratto di un giorno con gli Eagles per ritirarsi come membro della sua ex squadra.

## Palmarès

### Franchigia
- National Football Conference Championship: 1

Seattle Seahawks: 2005

### Individuale
- Convocazioni al Pro Bowl: 1

2009
- First-team All-Pro: 1

2009